# 草龙
草龙（学名：[Ludwigia hyssopifolia] 错误：{{Lang}}：文本有斜体标记（帮助））是柳叶菜科丁香蓼属的植物。分布在斯里兰卡、密克罗尼西亚、缅甸、印度、澳大利亚、马来半岛、菲律宾、中南半岛、台湾岛、非洲热带地区以及中国大陆的广东、海南、云南、广西、香港等地，生长于海拔50米至750米的地区，常生长在田边、河滩、塘边、水沟中、湿草地和湿润向阳地，目前尚未由人工引种栽培。

## 别名
细叶水丁香（台湾植物志） 线叶丁香蓼（云南植物志）

## 异名
- Ludwigia suffruticosa auct. non L.